# Ла Карпента-Попо-Тројано (Терамо)
Ла Карпента-Попо-Тројано (итал. La Carpenta-Popò-Troiano) је насеље у Италији у округу Терамо, региону Абруцо.
Према процени из 2011. у насељу је живело 98 становника. Насеље се налази на надморској висини од 352 м.